# 河南小皇后豫剧团
河南小皇后豫剧团是一家位于河南省郑州市的省级民营豫剧团。由“豫剧小皇后”之称的中国国家一级演员王红丽于1993年创立该团。小皇后豫剧团自建团以来创作了多部新剧，其中新编革命故事剧《铡刀下的红梅》曾荣获中国国家舞台艺术精品工程十大精品剧目和中宣部“五个一工程”优秀作品奖。

## 参看
- 豫剧团列表